# کانیلاس (بازیکن فوتبال)
کانیلاس (انگلیسی: Canillas؛ زادهٔ ۲۹ ژوئن ۱۹۹۶) بازیکن فوتبال اهل اسپانیا است.
از باشگاه‌هایی که در آن بازی کرده‌است می‌توان به باشگاه فوتبال گرانادا اشاره کرد.